# Nieuw-Lekkerland
Nieuw-Lekkerland  è una località olandese situata nel comune di Molenwaard nella provincia dell'Olanda Meridionale. Ha costituito un comune autonomo fino al 2012.